# Spagna (estación)
Spagna es una estación de la línea A del Metro de Roma. La estación se encuentra cercana a la Plaza de España y en el distrito de Campo Marzio. Las entradas de esta están ubicadas en la Iglesia de Trinità dei Monti y en la Porta Pinciana, en Via Veneto junto a una entrada a la Villa Borghese.
En su entorno se encuentra la Plaza de España (donde se ubica el Palacio de Propaganda Fide y la Casa memorial Keats-Shelley), la Iglesia de Trinità dei Monti, la Villa Médici, el Obelisco Salustiano, el Palacio Zuccari, la Villa Borghese y el Monte Pincio. Un poco más alejados se encuentra la Plaza Colonna, el Palazzo Montecitorio, el Palacio Chigi, la Columna de Marco Aurelio, la Basílica de Santa Maria in Via, el Palacio Borghese, el Ara Pacis, el Mausoleo de Augusto y la Galleria Alberto Sordi.

## Historia
La estación Spagna fue construida como parte de la primera sección construida de la línea A del metro, que entró en servicio el 16 de febrero de 1980 desde Ottaviano a Anagnina.
Se planeaba como estación de combinación con la futura línea D. Sin embargo, en el otoño de 2012, el proyecto fue pospuesto indefinidamente.